# Wellington Rugby Football Union
Wellington Rugby Football Union è l'organo di governo del rugby a 15 nelle città neozelandesi di Wellington, Porirua, Upper Hutt e Lower Hutt; la squadra provinciale a esso afferente, nota come Wellington Lions, disputa la prima divisione del campionato nazionale della Nuova Zelanda, il National Provincial Championship, e la provincia afferisce a sua volta alla franchise professionistica di Super Rugby degli Hurricanes, di cui Wellington è tributaria.
La federazione rugbistica di Wellington è la seconda più antica del Paese, essendo stata fondata nel 1879.
Nel 2004 celebrò il suo 125º anniversario.
Disputa i suoi incontri interni al Westpac Stadium della capitale neozelandese, e vanta quattro titoli di campione nazionale; i suoi colori sociali sono il giallo e il nero.
Dal 2011 il tecnico è Chris Boyd.

## Palmarès
- National Provincial Championship: 4
1978, 1981, 1986, 2000
- Ranfurly Shield: 10
1904-1905, 1914-1920, 1921-1922, 1930-1931, 1953, 1956-1957, 1963, 1974, 1981-1982, 2008-2009